# Sandesh Jhingan
Sandesh Jhingan (Chandigarh, India, 21 de julio de 1993) es un futbolista de la India que juega en la posición de defensa central. Desde el 2023 juega con el FC Goa de la Superliga de India.

## Carrera

### Club
| Periodo   | Club                      | Apariciones | Goles |
| --------- | ------------------------- | ----------- | ----- |
| 2011-2013 | United Sikkim             | 23          | 2     |
| 2013–2014 | Mumbai FC                 | 11          | 0     |
| 2014–2020 | Kerala Blasters           | 78          | 0     |
| 2015      | → Sporting Goa (cedido)   | 11          | 1     |
| 2016      | → DSK Shivajians (cedido) | 7           | 0     |
| 2017      | → Bengaluru FC (cedido)   | 18          | 1     |
| 2020–2021 | ATK Mohun Bagan FC        | 31          | 0     |
| 2021–2022 | HNK Šibenik               | 0           | 0     |
| 2022      | ATK Mohun Bagan FC        | 9           | 0     |
| 2022–2023 | Bengaluru FC              | 29          | 0     |
| 2023–     | FC Goa                    | 10          | 1     |

### Selección nacional

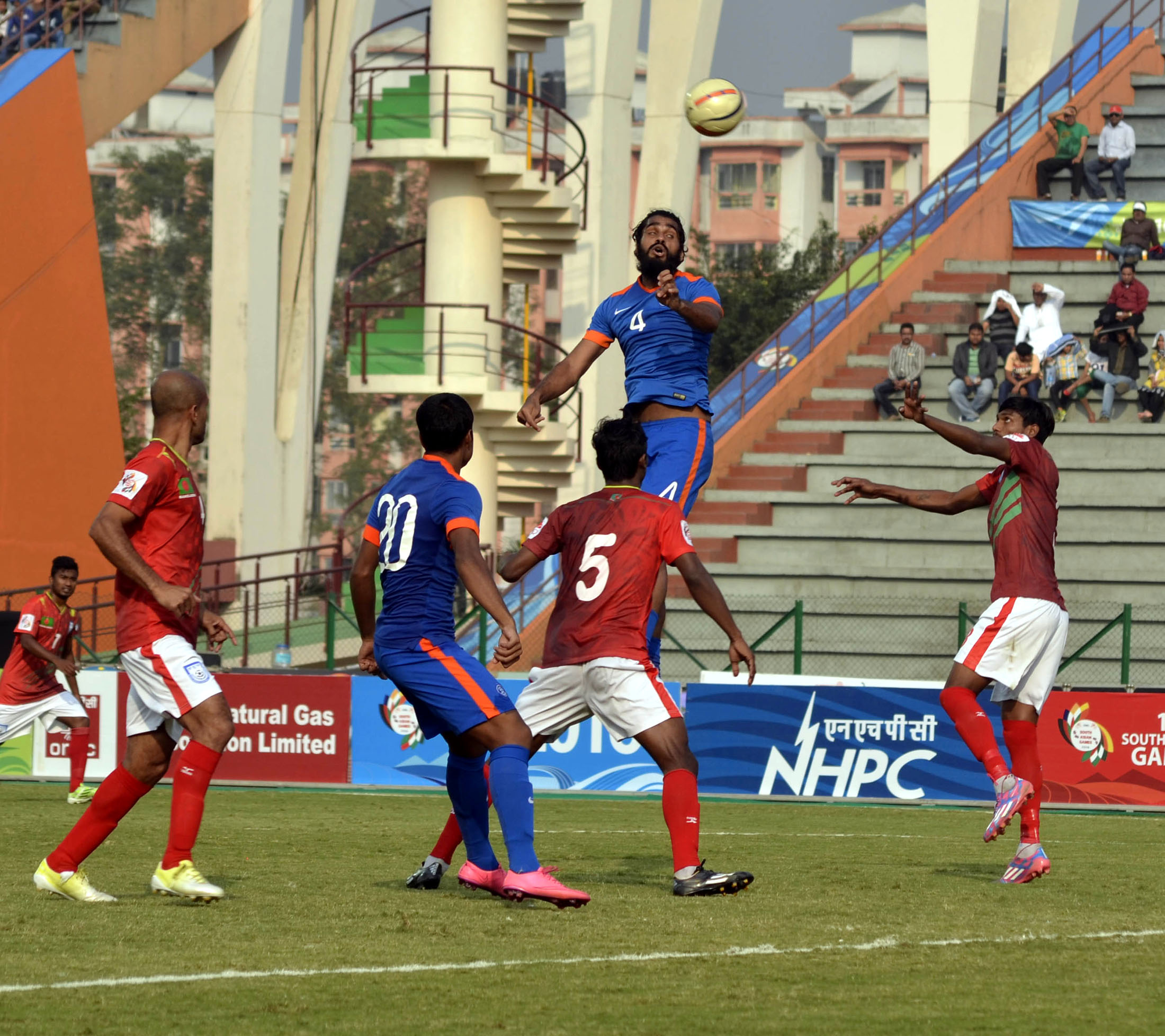
Jhingan (N°4 azul) ante en los Juegos del Sur Asiático de 2016 en Guwahati.

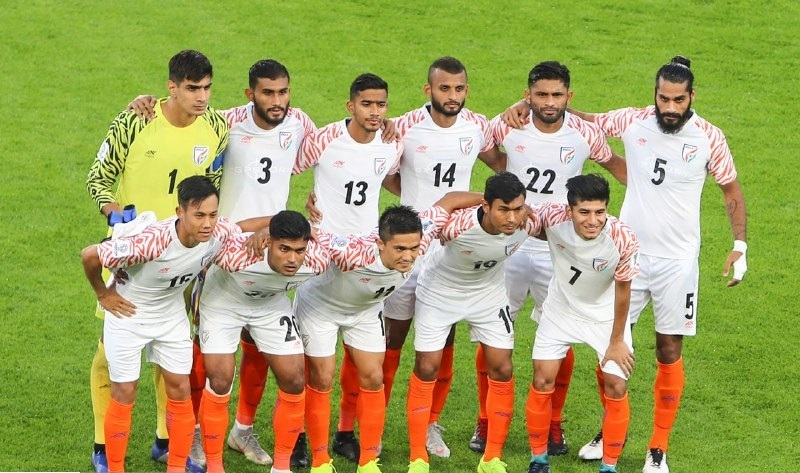
Jhingan (n.° 5) con ante en la Copa Asiática 2019.

Jugó para India sub-19 y para India sub-23 en los Juegos del Sur Asiático de 2013 y los Juegos Asiáticos de 2014.
Jhingan debutaría con India ante Nepal en la clasificación de AFC para la Copa Mundial de Fútbol de 2018 como titular en la victoria por 2–0 el 12 de marzo de 2015. Jhingan anotó su primer gol con India el 29 de marzo de 2016 en una victoria por 2-1 ante Turkmenistán.. Jhingan anotó su segundo gol con India el 7 de junio de 2016 en la victoria por 6-1 ante Laos.
Jhingan anotó su tercer gol internacional en la victoria por 3-2 ante Camboya en un partido amistoso el 22 de marzo de 2017. Su cuarto gol con la selección nacional lo anotó el 6 de junio de 2017 en un partido amistoso ante Nepal que terminó con victoria por 2–0. Jhingan fue seleccionado como capitán de India por el entonces entrenador Stephen Constantine para los partidos amistosos ante Mauricio y San Cristóbal y Nieves por la ausencia de Sunil Chhetri.
Jugaría en los tres partidos de India en la Copa Asiática 2019. Jugaría su último partido internacional el 9 de septiembre de 2019 ante Catar en la clasificación para la Copa Mundial de Fútbol de 2022 que terminaría 0-0 luego de lesionarse la rodilla que lo mantuvo fuera de juego por seis meses.
Jhingan volvería a la selección nacional el 25 de marzo de 2021 en un partido amistoso ante Omán como capitán.

## Logros

### Club
- Copa Federación de la India: 2016-17
- Durand Cup: 2022
- I-League 2nd Division: 2012

### Selección nacional
- SAFF Championship: 2023
- Serie Tres Naciones: 2017, 2023
- Copa Intercontinental: 2018, 2023

### Individual
- Futbolista emergente de la Indian Super League: 2014[13]
- Futbolista emergente de la AIFF: 2014[13]
- Futbolista del año de la AIFF: 2020–21[14]
- Mejor jugador de la Intercontinental Cup: 2023[15]

### Premios y reconocimientos
- 2020 − Premio Arjuna por sus aportes al deporte.[16][17][18]